# 알룩스네구

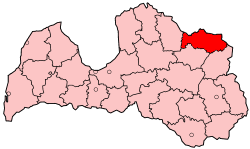
알룩스네 구의 위치

알룩스네구(라트비아어: Alūksnes rajons)는 라트비아 북동부에 있던 구로 행정 중심지는 알룩스네이며 면적은 2,243km2, 인구는 24,641명(2002년 기준), 인구 밀도는 11명/km2이다. 2개 시와 18개 교구를 관할했으며 2009년에 실시된 행정 구역 개편에 따라 폐지되었다. 발카 구와 굴베네 구, 발비 구와 인접해 있었으며 에스토니아, 러시아와 국경을 접하고 있었다.